# Aisey-et-Richecourt
 Aisey-et-Richecourt  es una población y comuna francesa, en la región de Franco Condado, departamento de Alto Saona, en el distrito de Vesoul y cantón de Jussey.

## Demografía
| 137 | 124 | 114 | 104 | 125 | 141 | 115 |
| Para los censos de 1962 a 1999 la población legal corresponde a la población sin duplicidades (Fuente: INSEE [Consultar]) |     |     |     |     |     |     |